# Эчегарай, Патрисио
Патри́сио Эчегара́й (исп. Patricio Echegaray, 17 октября 1946 года, Хачаль, провинция Сан-Хуан — 9 августа 2017 года) — аргентинский политик, деятель коммунистического движения.

## Биография
В 1964 году присоединился к молодёжному коммунистическому движению, с 1980 года возглавлял Федерацию коммунистической Молодёжи (ФКМ), молодёжное крыло компартии.
В 1986 году был избран генеральным секретарём Центрального комитета Коммунистической партии Аргентины (КПА).
В 1996 году опубликовал книгу «Utopía y liberación: diez años de escritos políticos», которое обобщила работу за период между 1986 и 1996 годами.
В 2005 году вышла его вторая книга «Notas sobre la Revolución Latinoamericana».

## Публикации
- Patricio Echegaray. Utopía y liberación: diez años de escritos políticos. — Buenos Aires: Dirple, 1996.
- Patricio Echegaray. Notas sobre la Revolución Latinoamericana. — 2007.